# Electrabel
Electrabel S.A. è una azienda belga che opera nel settore energetico. È il più grande produttore d'energia nel Benelux e con le sue centrali genera 31,2 GW. Fa parte del gruppo Engie (già GDF Suez).

## Storia
È stata fondata nel 1990 dalla fusione tra Intercom, Ebes e Unerg, controllata da Société Générale de Belgique, che la controllava attraverso Tractebel, acquistata nel 1998 da Suez. Successivamente si quota all'Euronext ma in seguito all'acquisto del 100% delle sue azioni da parte di Suez, viene delistata il 10 luglio 2007.

## Electrabel in Italia
Tra le principali partecipazioni in Italia di Electrabel vi è Acea Electrabel S.p.A., joint venture con Acea, la municipalizzata del comune di Roma per il settore elettrico e idrico ambientale; il gruppo Acea Electrabel produce e acquista energia elettrica e si occupa anche della distribuzione/vendita.
Electrabel stessa è azionista con il 9,981%, attraverso Electrabel Italia S.p.A. e Ondeo Italia S.p.A., di Acea.
Ha anche il 70% di EblAcea S.p.A. che detiene il 50% Tirreno Power S.p.A..